# Хтонофила
Хтонофила (др.-греч. Χθονοφύλη) — персонаж древнегреческой мифологии. 
Дочь Сикиона и Зевксиппы. От Гермеса родила Полиба. Затем вышла замуж за Флианта и родила сына Андродаманта. По другой родословной, мать Флианта от Диониса.